# Samuel Parot Gómez
Samuel Parot Gómez (1937-2017) fue un jinete de rodeo chileno y destacado criador de caballos chilenos, siendo el fundador del Criadero Piguchén, director honorario de la Federación de Criadores de Caballos Chilenos y ex campeón de Chile de rodeo en 1969 y 1977, con Santiago Urrutia y Eduardo Tamayo, respectivamente. Las yeguas de su su criadero Piguchén han sido la base para el crecimiento de importantes criaderos de caballos chilenos como Santa Isabel, Lo Miranda, entre muchos otros. Su hijo, conocido como Samuel Parot Jr es un destacado jinete de salto ecuestre y representante olímpico de Chile.

## Carrera como jinete
Una vez egresado de la carrera de agronomía en la Pontificia Universidad Católica de Chile se instaló cerca de Parral a administrar un fundo. Ahí se encontró con Santiago Urrutia, quien rápidamente le transmitió sus conocimientos. Corrieron juntos, e incluso ganaron el Campeonato Nacional de Rodeo de 1969 montando a "Barranco" y "Huachipato", campeonato disputado en Talca. Tres años antes, en el Campeonato Nacional de Rodeo de 1966 fueron segundos con "Candileja" y "Perniciosa", terceros con "Huachipato" y "Campanario" y cuartos con "Huingán" y "Naranjerita".
Más tarde adquirió un campo en Osorno y comenzó a correr con Eduardo Tamayo, entonces joven jinete quien era el hijo de Segundo Tamayo, uno de los mejores arregladores de esos tiempos. Ganaron el Campeonato Nacional en 1977, en Rancagua montando a "Desiderio" y "Guariqueque".

## Carrera como criador
Posterior a esos triunfos dentro de la medialuna se dedica a la crianza de caballos chilenos, entregando caballos y yeguas de morfología superior e inteligentes, como señaló la Revista del Campo al ser galardonado con el Premio a la Trayectoria en 2007. En 2016 fue investido como director honorario de la Federación de Criadores de Caballos Chilenos.
Su camino en la crianza estuvo enlazado con la influencia de su tío Alberto Araya Gómez, dueño del Criadero La Invernada y expresidente de la Federación de Criadores de Caballos Chilenos, y de su antepasado Alberto Parot, propietario del Cristal I. Samuel Parot fue de los primeros que puso el énfasis en las yeguas, en una época donde se le daba importancia al potro. Fue en base a ellas que Piguchén creció hasta situarse como uno de los cuatro más grandes de la historia de la crianza del caballo chileno, junto a Aculeo, Curiche y Las Camelias.

## Fallecimiento
Murió en mayo de 2017 en Santiago y fue despedido en un masivo funeral en el cementerio Parque del Recuerdo. Entre los integrantes de la familia huasa y de los criadores que estuvieron en la misa y posterior sepelio de Samuel Parot se encontraban Gonzalo Vial Vial, José Manuel "Coteco" Aguirre, José Elías Rishmawi, Rodrigo Errázuriz, José Puertas, Vittorio Copello, José Manuel Goycolea, Germán Varela, Pedro Pablo Vergara, Manuel Francisco "Makiko" Correa, Gastón Salinas, Carlos Munita, Max Yarza, Jorge Inostroza, Felipe Bunster, Alfonso Rivas, Eduardo Tamayo, Álvaro Tamayo, entre otros.

## Campeonatos nacionales
| Año  | Collera          | Caballos                    | Puntaje | Asociación |
| ---- | ---------------- | --------------------------- | ------- | ---------- |
| 1969 | Santiago Urrutia | "Barranco" y "Huachipato"   | 27      | Parral     |
| 1977 | Eduardo Tamayo   | "Desiderio" y "Guariqueque" | 27      | Osorno     |

### Segundos campeonatos
- 1966: junto con Santiago Urrutia, montando a "Candileja" y "Perniciosa" con 23 puntos.
- 1973: junto con Patricio Fresno, montando a "Buen Amigo" y "Tigre" con 21 puntos.
- 1981: junto con Eduardo Tamayo, montando a "Cachita" y "Agora Qué" con 20 puntos.

### Terceros campeonatos
- 1966: junto con Santiago Urrutia, montando a "Huachipato" y "Campanario" con 23 puntos.